# Кросбі (Північна Дакота)
Кросбі (англ. Crosby) — місто (англ. city) в США, в окрузі Дівайд штату Північна Дакота. Населення — 1065 осіб (2020). Станом на 2013 рік, чисельність населення становила 1298 осіб. Кросбі розташоване за 300 км на північ від столиці штату Північна Дакота, міста Бісмарк.

## Географія
Кросбі розташоване за координатами 48°54′59″ пн. ш. 103°17′49″ зх. д. / 48.91639° пн. ш. 103.29694° зх. д. (48.916404, -103.296951).  За даними Бюро перепису населення США в 2010 році місто мало площу 3,55 км², уся площа — суходіл.

### Клімат
Місто знаходиться у зоні, котра характеризується вологим континентальним кліматом з теплим літом. Найтепліший місяць — липень із середньою температурою 20.3 °C (68.5 °F). Найхолодніший місяць — січень, із середньою температурою -13.9 °С (7 °F).
| Клімат Кросбі           | Клімат Кросбі | Клімат Кросбі | Клімат Кросбі | Клімат Кросбі | Клімат Кросбі | Клімат Кросбі | Клімат Кросбі | Клімат Кросбі | Клімат Кросбі | Клімат Кросбі | Клімат Кросбі | Клімат Кросбі | Клімат Кросбі |
| Показник                | Січ.          | Лют.          | Бер.          | Квіт.         | Трав.         | Черв.         | Лип.          | Серп.         | Вер.          | Жовт.         | Лист.         | Груд.         | Рік           |
| Абсолютний максимум, °C | 10,6          | 18,9          | 24,4          | 33,3          | 39,4          | 40,6          | 43,9          | 41,7          | 39,4          | 32,8          | 21,7          | 23,3          | 43,9          |
| Середній максимум, °C   | −8,4          | −5,4          | 1,7           | 12,2          | 19,4          | 24,1          | 28,1          | 27,2          | 20,8          | 13,2          | 2,2           | −5,2          | 10,8          |
| Середня температура, °C | −13,9         | −10,9         | −4            | 5,2           | 11,9          | 16,9          | 20,3          | 19,1          | 13,2          | 6,4           | −3,2          | −10,4         | 4,2           |
| Середній мінімум, °C    | −19,4         | −16,5         | −9,7          | −1,7          | 4,4           | 9,8           | 12,5          | 11,1          | 5,5           | −0,4          | −8,5          | −15,7         | −2,4          |
| Абсолютний мінімум, °C  | −42,8         | −43,9         | −42,8         | −25           | −11,7         | −4,4          | −0,6          | −3,9          | −12,8         | −21,7         | −31,7         | −40           | −43,9         |
| Норма опадів, мм        | 11            | 8             | 14            | 26            | 49            | 75            | 59            | 46            | 35            | 23            | 13            | 11            | 370           |
| Днів з опадами          | 5             | 4             | 5             | 5             | 8             | 10            | 8             | 7             | 6             | 4             | 4             | 5             | 71            |
| Днів зі снігом          | 5,6           | 3,5           | 3,4           | 1,2           | 0,3           | 0             | 0             | 0             | 0             | 1,2           | 3,2           | 5,2           | 23,6          |
| ----------------------- | ------------- | ------------- | ------------- | ------------- | ------------- | ------------- | ------------- | ------------- | ------------- | ------------- | ------------- | ------------- | ------------- |
| Джерело: Weatherbase    |               |               |               |               |               |               |               |               |               |               |               |               |               |

## Демографія
Згідно з переписом 2010 року, у місті мешкало 1070 осіб у 513 домогосподарствах у складі 281 родини. Густота населення становила 301 особа/км².  Було 613 помешкання (172/км²).
Расовий склад населення:
| - 98,1 % — білих - 0,5 % — корінних американців - 0,3 % — чорних або афроамериканців - 0,3 % — азіатів |

До двох чи більше рас належало 0,7 %. Частка іспаномовних становила 1,9 % від усіх жителів.
За віковим діапазоном населення розподілялося таким чином: 17,4 % — особи молодші 18 років, 53,9 % — особи у віці 18—64 років, 28,7 % — особи у віці 65 років та старші. Медіана віку мешканця становила 50,4 року. На 100 осіб жіночої статі у місті припадало 96,0 чоловіків;  на 100 жінок у віці від 18 років та старших — 92,6 чоловіків також старших 18 років.
Середній дохід на одне домашнє господарство  становив 66 951 долар США (медіана — 47 232), а середній дохід на одну сім'ю — 82 007 доларів (медіана — 62 313). Медіана доходів становила 49 107 доларів для чоловіків та 34 167 доларів для жінок. За межею бідності перебувало 6,9 % осіб, у тому числі 0,0 % дітей у віці до 18 років та 12,6 % осіб у віці 65 років та старших.
Цивільне працевлаштоване населення становило 525 осіб. Основні галузі зайнятості: освіта, охорона здоров'я та соціальна допомога — 17,7 %, сільське господарство, лісництво, риболовля — 16,2 %, мистецтво, розваги та відпочинок — 11,4 %, будівництво — 11,2 %.